# Andrej Sokolov
Andrej Jurievič Sokolov ( rusky Андре́й Ю́рьевич Соколо́в;* 20. března 1963 Vorkuta) je šachový velmistr ruského původu, který žije ve Francii. Koncem 80. let 20. století byl jedním z nejlepších hráčů na světě. Jeho Elo dosahuje hodnoty 2486.